# خرمان (سمك)
خَرْمَان أو بَرَاك جنس من أسماك الفصيلة الخرمية الشائعة في المياه المسوسة والبحرية. إنه واحد من عشرة أجناس في فصيلته. معظم أنواعه خضراء اللون أسطوانية. رؤوسها مستطيلة المقد على شكل منقار. وهي من الأسماك غير المرغوب فيها لأنها قد تكون سامة في بعض فصول السنة.
أشهر أنواعه: خرمان عادي